# Dunc Gray
Edgar Laurence Gray, més conegut com a Dunc Gray   (Goulburn, 17 de juliol de 1906 - Municipalitat de Kiama, 30 d'agost de 1996) va ser un ciclista en pista australià que va guanyar dues medalles als Jocs Olímpics.
El 1928, als Jocs d'Amsterdam, va guanyar una medalla de bronze en la prova dels quilòmetre contrarellotge, sent aquesta la primera medalla olímpica d'Austràlia en ciclisme. El 1932, als Jocs de Los Angeles, va guanyar, en la mateixa prova, sent també la primera medalla d'or australiana en ciclisme. A més a més va guanyar establint un nou rècord mundial, amb 1' 13". El 1936 fou l'abanderat australià als Jocs de Berlín.
Als Jocs de l'Imperi Britànic va guanyar dues medalles d'or, el 1934 en quilòmetre contrarellotge i el 1938 en velocitat individual. Entre 1926 i 1941 va guanyar 20 títol australians, 36 de Nova Gal·les del Sud i 36 més de clubs.
El Velòdrom Duncan Gray, a Bass Hill, als suburbis de Sydney, va ser construït per als Jocs Olímpics d'Estiu de 2000 per acollir les proves de ciclisme en pista, i duu el seu nom.
El 1985 va ser inclòs al Saló de la Fama de l'Esport Australià i el 2015 al Saló de la Fama del Ciclisme Australià.